# Synagoge (Borne)
De voormalige synagoge in het Nederlandse dorp Borne is een rijksmonument aan de Ennekerdijk 17. Thans wordt het gebouw gebruikt als expositieruimte en cultureel podium.

## Geschiedenis
Het initiatief tot de bouw was genomen door Salomon Jacob Spanjaard. Na jaren voorbereiding werd de synagoge geopend in januari 1843. Na de Tweede Wereldoorlog was er als gevolg van de Holocaust een te kleine Joodse gemeenschap in Borne overgebleven, waardoor het gebouw in 1964 haar functie als synagoge verloor. De Bornse gemeenteraad heeft echter in 1984 besloten om het gebouw aan te kopen en het te restaureren. In 1986 kwam de Stichting de Bornse Synagoge tot stand, die de hedendaagse activiteiten in het gebouw regelen. Tot 2004 was het gebouw in bezit van het Bussemakerhuis.